# Phytolacca dioica

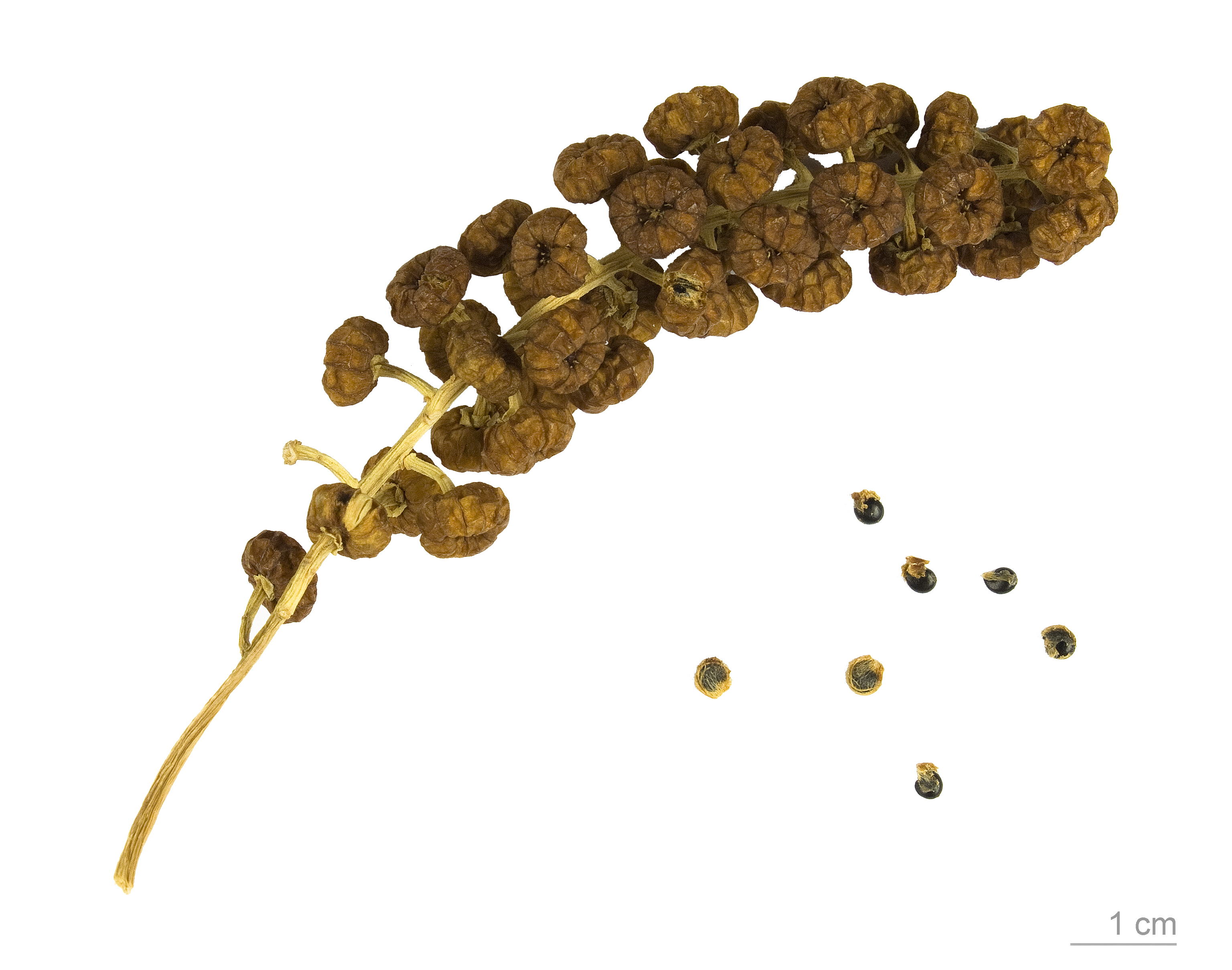
Phytolacca dioica

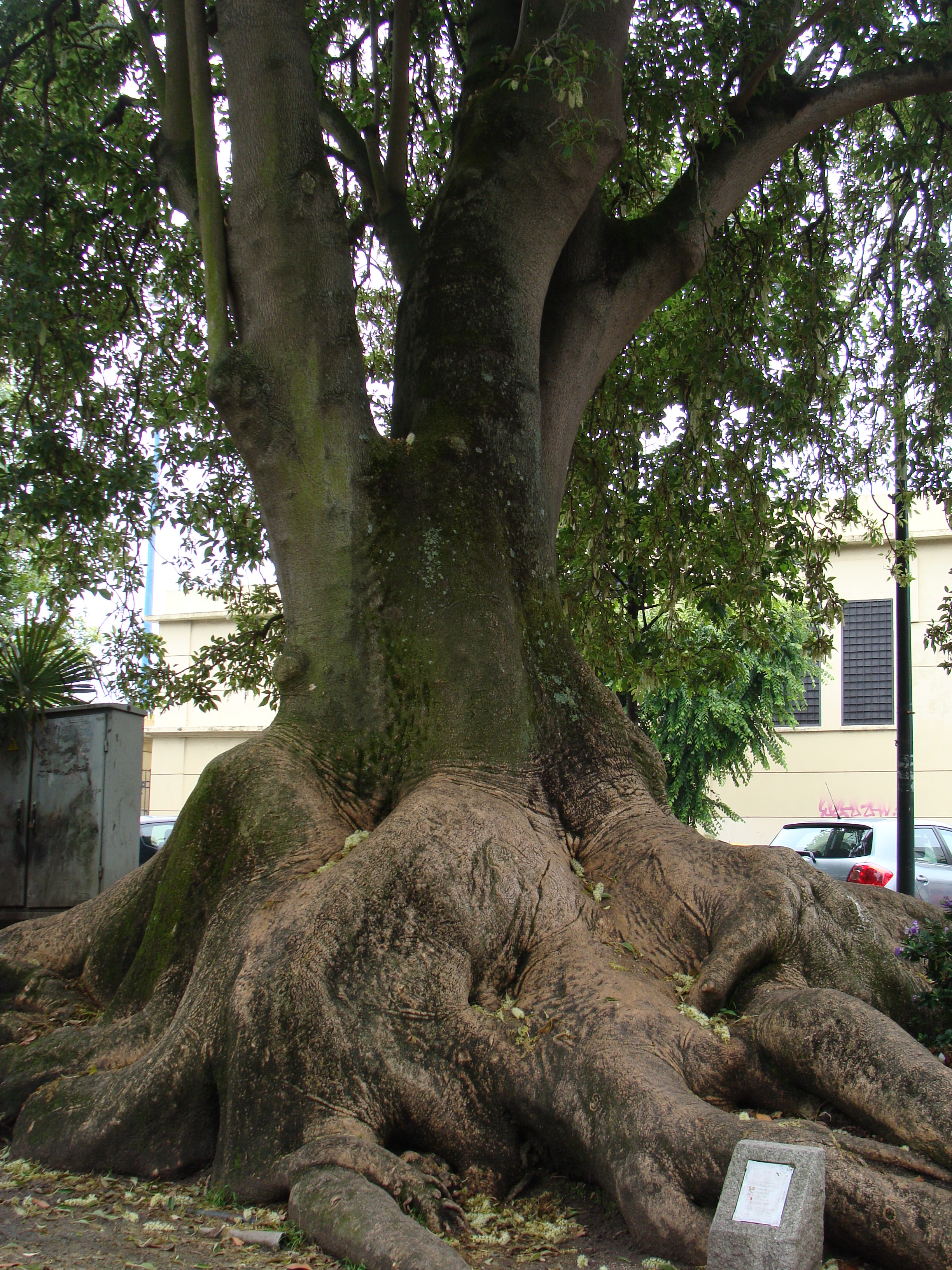
Vista del tronco

El ombú o bellasombra (Phytolacca dioica) es un árbol herbáceo perteneciente a la familia Phytolaccaceae. Es oriundo de los montes del Nordeste argentino, Uruguay y Sur de Brasil, y también se da en Paraguay. En la región pampeana de Argentina es una especie ampliamente conocida por su particularidad de dar sombra y de actuar como marca para señalizar territorios en el paisaje pampeano. Ambas características también son de gran importancia para poblaciones de otras regiones cubiertas de grandes extensiones de pastizales del Nordeste argentino, como ocurre en la zona de los Esteros del Iberá, provincia de Corrientes.
Una creencia extendida es que fue introducida por primera vez en Europa por Hernando Colón, hijo de Cristóbal Colón, que plantó varios ejemplares en Sevilla siendo el más famoso el del Monasterio de la Cartuja de Sevilla.

## Etimología
Según la Real Academia Española, el vocablo ombú proviene de la voz guaraní "umbú" ("umbu", según la ortografía actual del idioma).
León Cadogan, en su libro Breve contribución al estudio de la nomenclatura guaraní en botánica (1957), menciona que el término “ombú” es de origen exótico o no-guaraní. No obstante, Moisés Santiago Bertoni incluye para el género Phytolacca el vocablo “umbu”, en su Diccionario Botánico Latino-Guarani & Guarani-Latino (1940).
Tanto Tomás Buesa Oliver como Huguette Pottier Navarro catalogan esta palabra como un americanismo.

## Descripción
Es clasificado sistemáticamente en botánica como Dicotiledónea o. centrospermales, Fam. fitolacaceas cuyas características son plantas herbáceas o leñosas, de especies dioicas (individuos masculinos con flores y femeninos con flores y fruto baya). El ombú silvestre, oriundo del noreste argentino, tiene un porte muy distinto al que presenta el cultivado en la provincia de Buenos Aires, cuyo tronco llega a tener varios metros de altura y gran diámetro. Por lo que desde el punto de vista morfológico es un árbol, con una estructura anatómica anómala, muy carnosa, carente de crecimiento secundario y anillos de crecimiento. 
El "Ombusillo" Phytolacca tetramera, especie endémica del noreste de la Provincia de Buenos Aires, la cual se extiende desde La Plata hasta la bahía de Samborombón, es notoriamente el de menor tamaño. Quienes aducen que es una hierba gigante resaltan principalmente las curiosas características de su tallo, bastante húmedo y verde sin notorios anillos de corteza, de madera esponjosa y blanda (la madera de ombú, a no ser que esté muy desecada, no sirve para hacer leña de fogones ni para tallas de carpintería). Contiene grandes cantidades de agua, lo que le permite sobrevivir en el entorno de escasas lluvias de la pampa seca. Crece rápidamente y es inmune a buena parte de los insectos que depredan las hojas de la flora pampeana gracias a su savia tóxica.

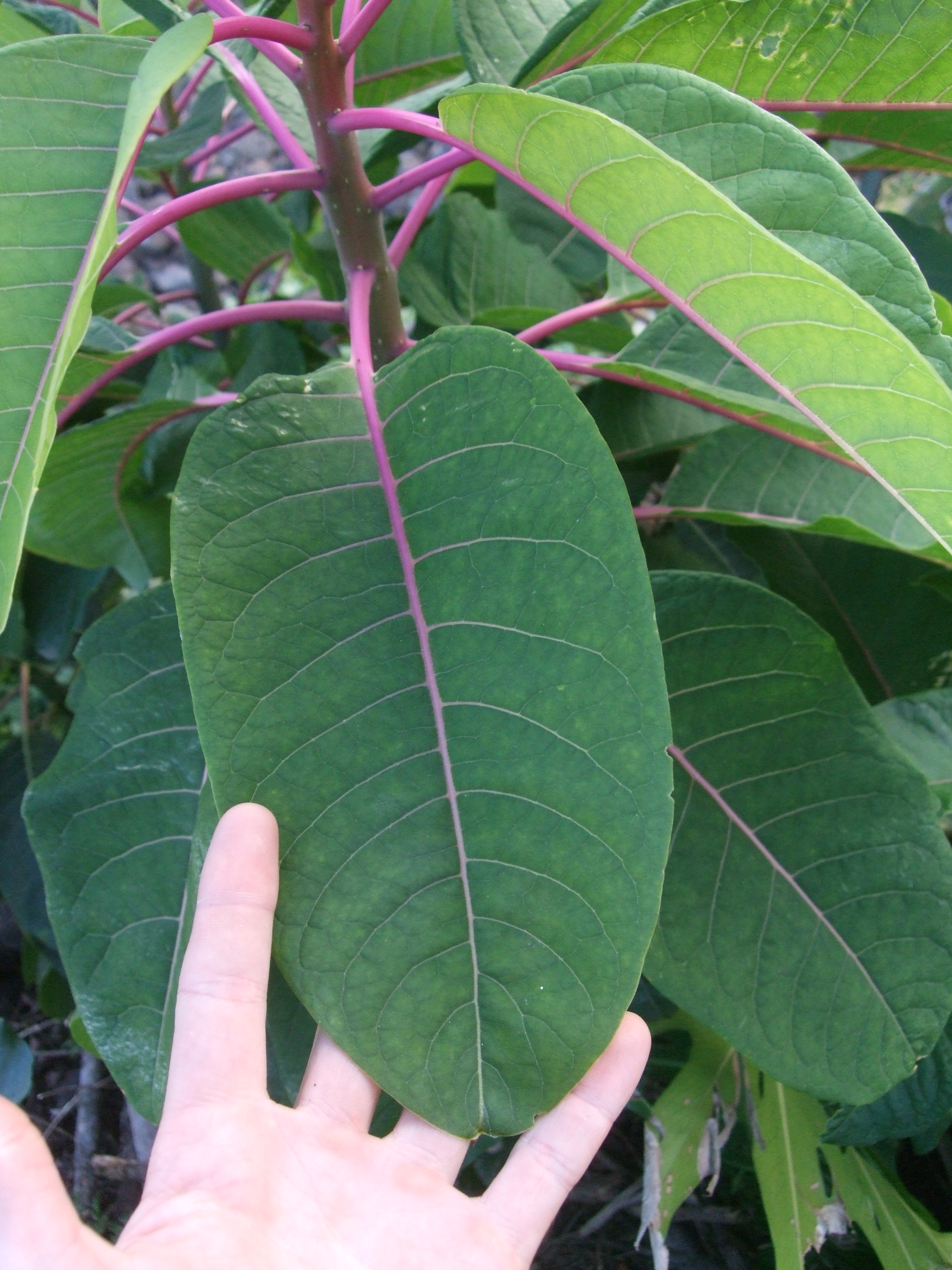
Hojas

## Usos
Pese a ser de una madera de características "herbáceas" el ombú ha tenido mantuvo y mantiene grandes utilidades para el ser humano en la región de la llanura pampeana: sirve de refugio (especialmente de día como "sombra" para el descanso) ante jornadas muy calurosas o en temporales y "avenidas" (grandes crecidas de aguas); su sombra mantiene la humedad superficial del suelo adyacente y sirve de hito para situarse espacialmente en la llanura de la pampa húmeda.

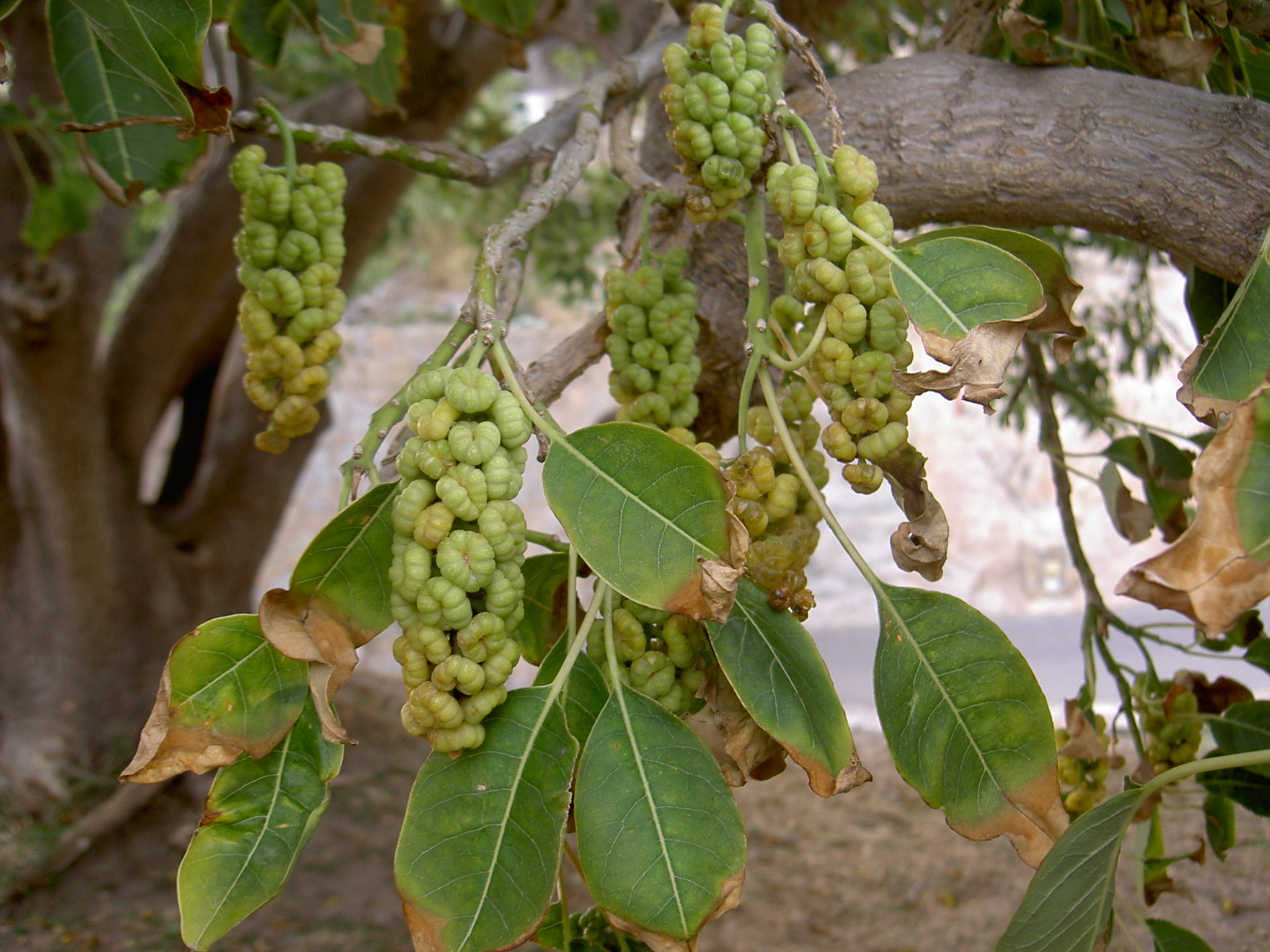
Hojas y racimos de frutos del ombú.

Las hojas del ombú son de forma elíptica y buen tamaño, hasta 20 cm de largo, de color verde oscuro brillante (más claro en el revés). Aparecen alternas, al cabo de un pecíolo de escasa longitud. Las flores son dioicas, y aparecen en racimos terminales de color blanquecino. Su fruto es una baya de color amarillento, pardo claro en la madurez, que contiene semillas ovoides de unos 3 mm de largo y color negro brillante.
Generalmente se desarrollan como especímenes aislados, aunque algunas veces se han encontrado agrupaciones importantes de esta especie, como en la llamada "Monte de ombúes" en el Departamento de Rocha, a orillas del arroyo Valizas, el cual es único en el mundo por su tamaño (extendiéndose por una franja de 20 km), y en el Cerro Arequita,  en Lavalleja denominado "Isla de ombúes", ambos localizados en Uruguay.  El monte de ombúes de Rocha forma parte de Los Humedales del Este, declarados por la UNESCO como Reserva de Biosfera. El área fue declarada Reserva de Flora y Fauna en el año 1966 por el Estado Uruguayo. Hoy día[¿cuándo?] hay pocos ejemplares silvestres. Es fácil encontrar referencias al ombú dentro del folklore rioplatense y en la tradición gauchesca. Su amplia copa servía de sombra a los viajeros durante las horas de sol más intenso, ganándole el mote de amigo del gaucho y su respeto. Dentro de la poesía gauchesca, una de las obras donde el ombú tiene un papel predominante es Santos Vega de Rafael Obligado.
El ombú es el árbol patrono de la ciudad de La Plata, capital de la provincia de Buenos Aires, Argentina. Fue elegido justamente por ser característico de la región.

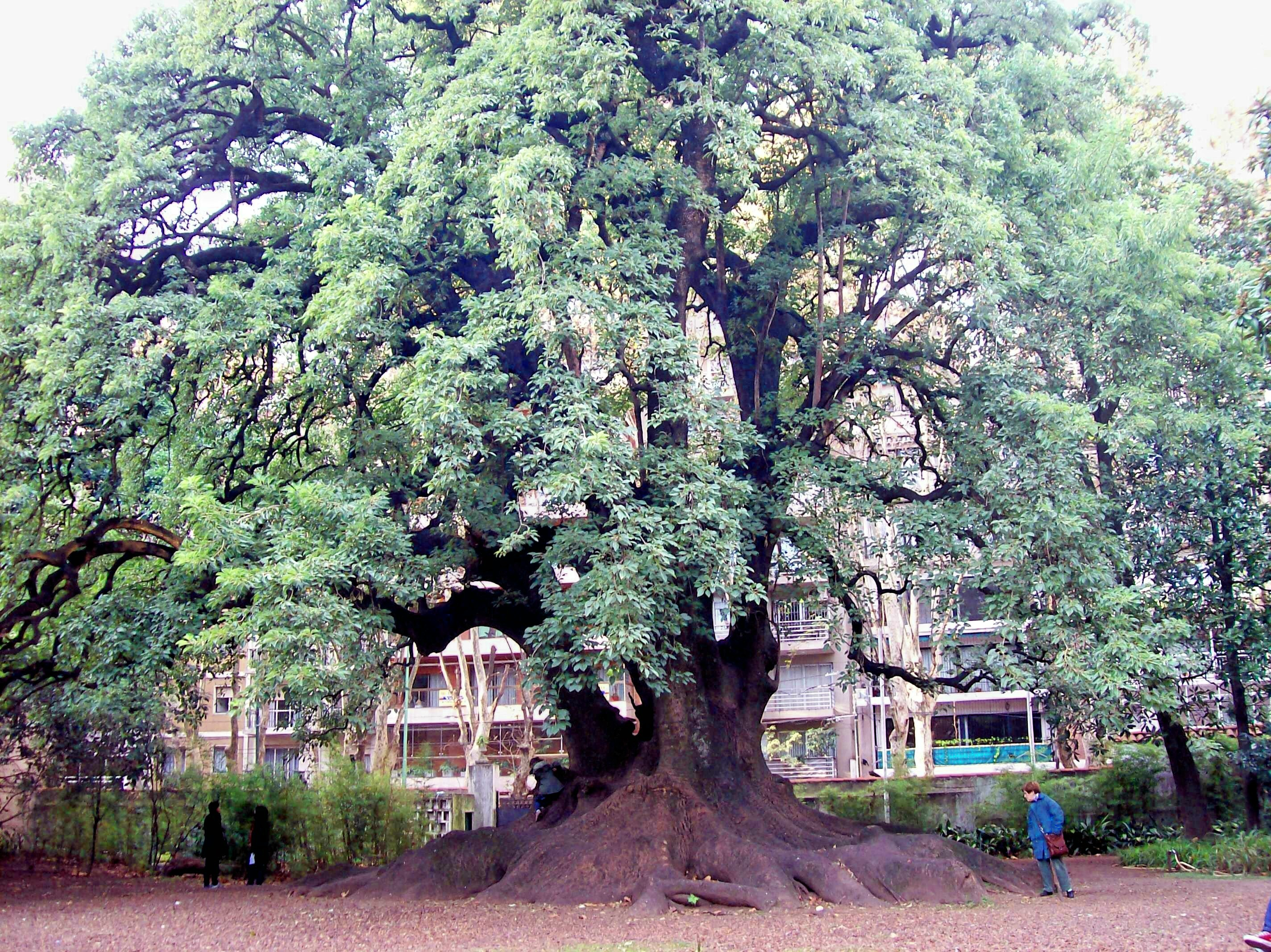
Phytolacca dioica en Buenos Aires, Argentina. Edad estimada: 81 a 95 años.

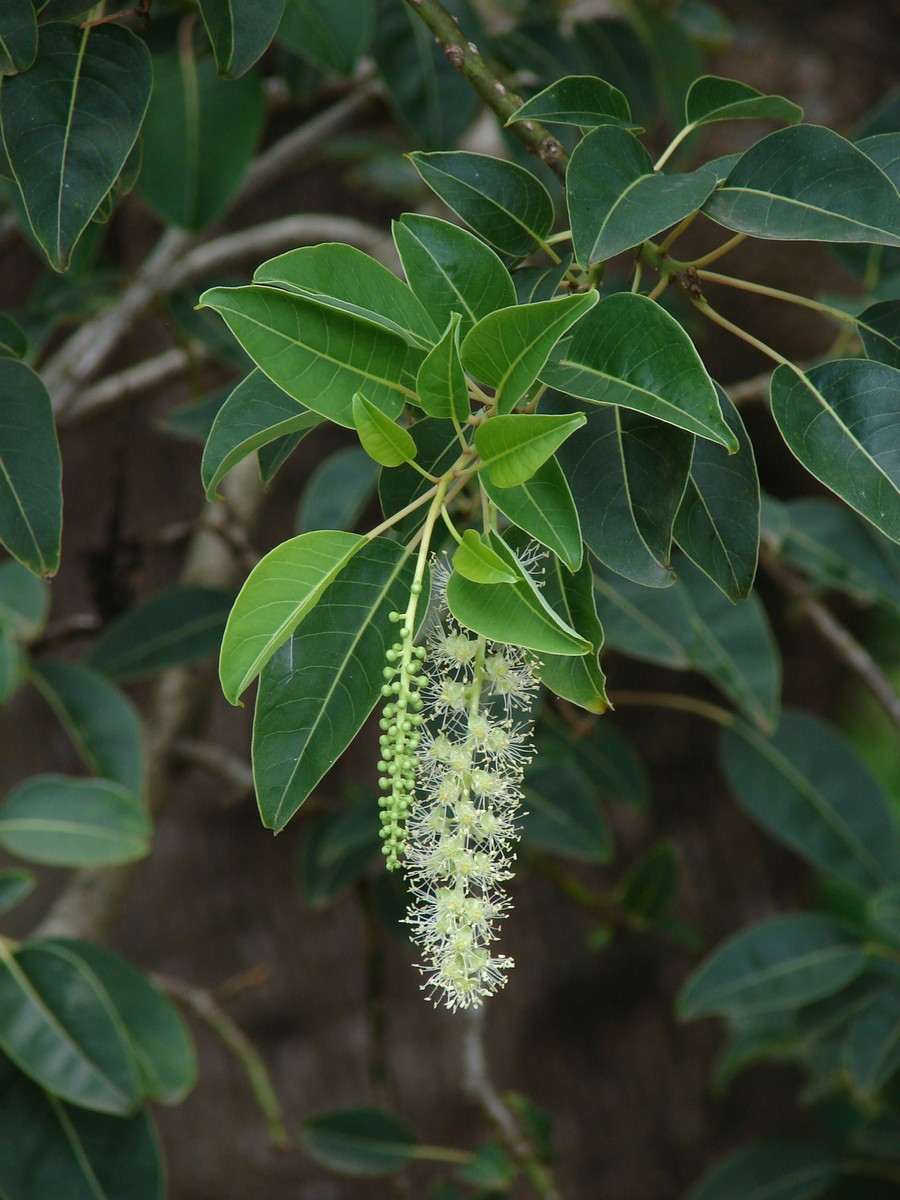
Flores

## Bonsái
Sus características lo hacen apto para los principiantes de la técnica de bonsái.
A menudo el ombú no es bien tratado por jardineros y agricultores ya que tienden a someterlo a un riego excesivo, siendo que la propia planta contiene gran cantidad de agua la cual va acumulando dentro de sí. 
Ante un exceso de riego se corre el riesgo de que se pudran las raíces y el tronco. Los signos de exceso de riego son: hojas blandas y caídas, a su vez se aprecia el tronco arrugado y blando.

## Taxonomía
Phytolacca dioica fue descrita por Carlos Linneo y publicado en Species Plantarum, Editio Secunda 1: 632. 1762.
Etimología
Phytolacca: nombre genérico que deriva de las palabras griegas: φυτόν (phyton), que significa "planta", y la palabra latína lacca = "un rojo tinte".
dioica: epíteto latíno que significa "con dos casas".
Sinonimia
- Phytolacca arborea Moq.
- Phytolacca populifolia Salisb.
- Pircunia dioica (L.) Moq.
- Sarcoca dioica (L.) Raf.[19]